# Corporal Clegg
Pour les articles homonymes, voir Clegg.
Pistes de A Saucerful of Secrets
Set the Controls for the Heart of the Sun A Saucerful of Secrets
Corporal Clegg est une chanson du groupe britannique de rock Pink Floyd qui apparaît sur son second album, A Saucerful of Secrets, sorti en 1968. Elle est écrite par Roger Waters et marque l'apparition de David Gilmour à la guitare et au chant, ainsi qu'au kazoo. Curieusement, l'inventeur du kazoo s'appelle Thaddeus von Clegg, qui porte le même nom que le caporal de la chanson.
Cette chanson voit également chanter Nick Mason (les couplets He won it in the war, In orange red and blue, He's never been the same et From her majesty the queen) : cette performance est confirmée dans une émission de radio, Rockline, en 1992. Cette chanson est l'une des rares sur laquelle la voix du batteur du groupe apparait, avec One of These Days, dans laquelle il ne récite qu'une seule phrase, et Scream Thy Last Scream, une composition inédite de Syd Barrett.                           Pour les parties instrumentales de la fin du morceau, Pink Floyd fit appel à l'orchestre du compositeur Stanley Myers qui enregistra une section de 6 cuivres destinés à la coda déjantée. 
Corporal Clegg est la première composition de Roger Waters à évoquer la Seconde Guerre mondiale, durant laquelle est mort son propre père : elle évoque l'oubli dans lequel est tombé le caporal Clegg, qui a perdu sa jambe au combat sans pour autant être récompensé (sa seule médaille, il l'a « trouvée au zoo »), et l'alcoolisme apparent de son épouse (Missus Clegg, another drop of gin?).

## Personnel
- David Gilmour - guitare électrique, chant (refrains et pont), kazoo
- Richard Wright - orgue Farfisa, orgue Hammond, chant (chœurs)
- Roger Waters - basse, chœurs
- Nick Mason - batterie, percussions, chant (couplets)
- Norman Smith – voix
- Stanley Myers Orchestra - cuivres

## Liens
- Site officiel de Pink Floyd
- Site officiel de Roger Waters
- Site officiel de David Gilmour